# Caligo livius
Caligo livius är en fjärilsart som beskrevs av Otto Staudinger 1886-1887. Caligo livius ingår i släktet Caligo och familjen praktfjärilar. Inga underarter finns listade i Catalogue of Life.